# Lac de Centro Cadore
Le lac de Centro Cadore, ou plus simplement le lac de Cadore, est un plan d'eau artificiel situé dans la région historique et géographique du Cadore, le long du cours supérieur de la rivière Piave.

## Caractéristiques

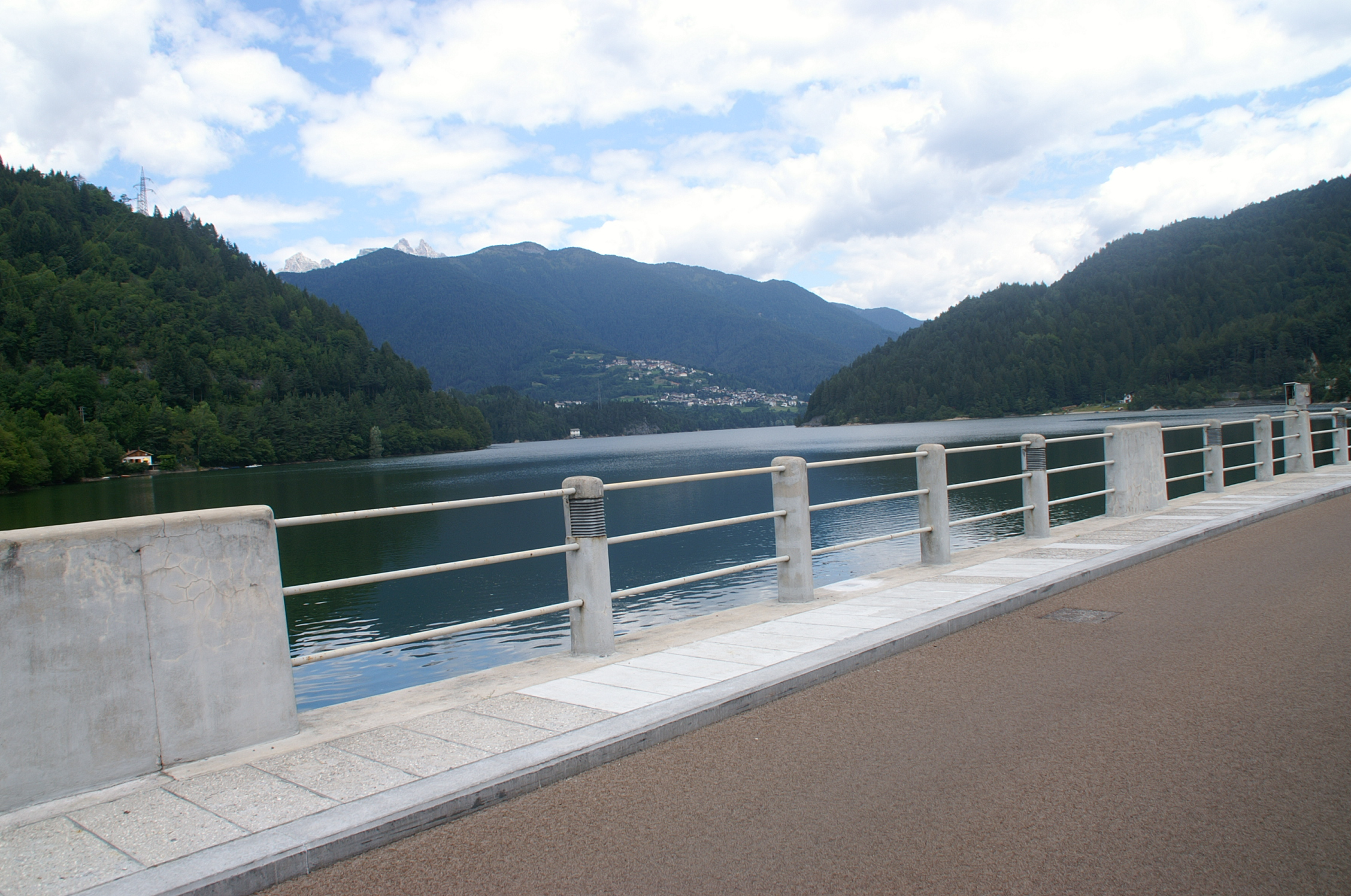
Le barrage.

Le bassin de 2,3 km2 est né dans les années 1950 à la suite de la construction du barrage de Pieve di Cadore, dans la localité de Sottocastello. Étroit et long avec une orientation sud-nord, il atteint la ville de Lozzo di Cadore, impliquant également les municipalités de Calalzo di Cadore, Domegge di Cadore et Lorenzago di Cadore.

## Données techniques
- Superficie : 2,39 km2 ;
- Superficie du bassin versant : 819 km2 ;
- Altitude au réglage maximum : 683 m ;
- Altitude maximale du bassin versant : 3 265 m ;

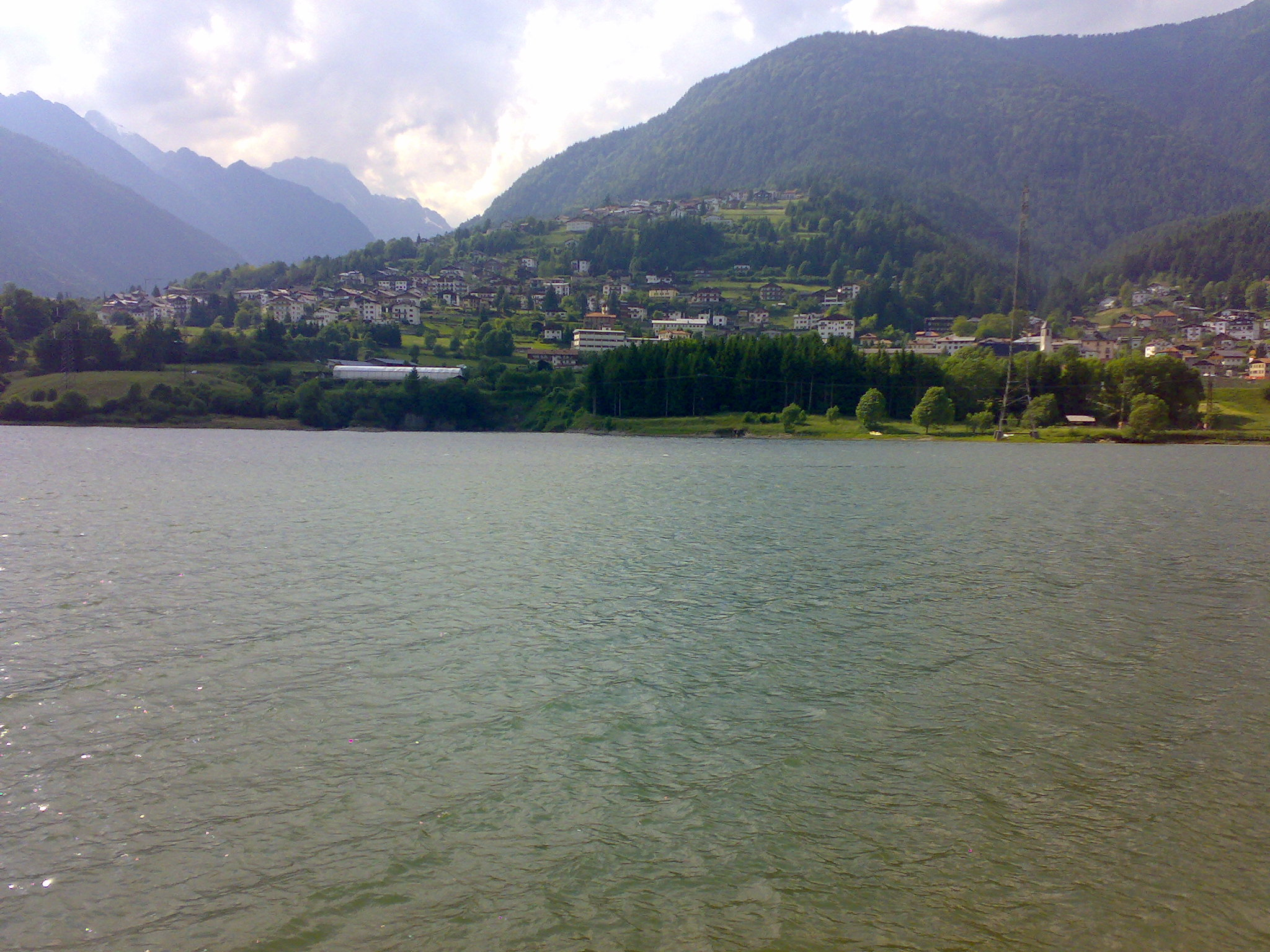
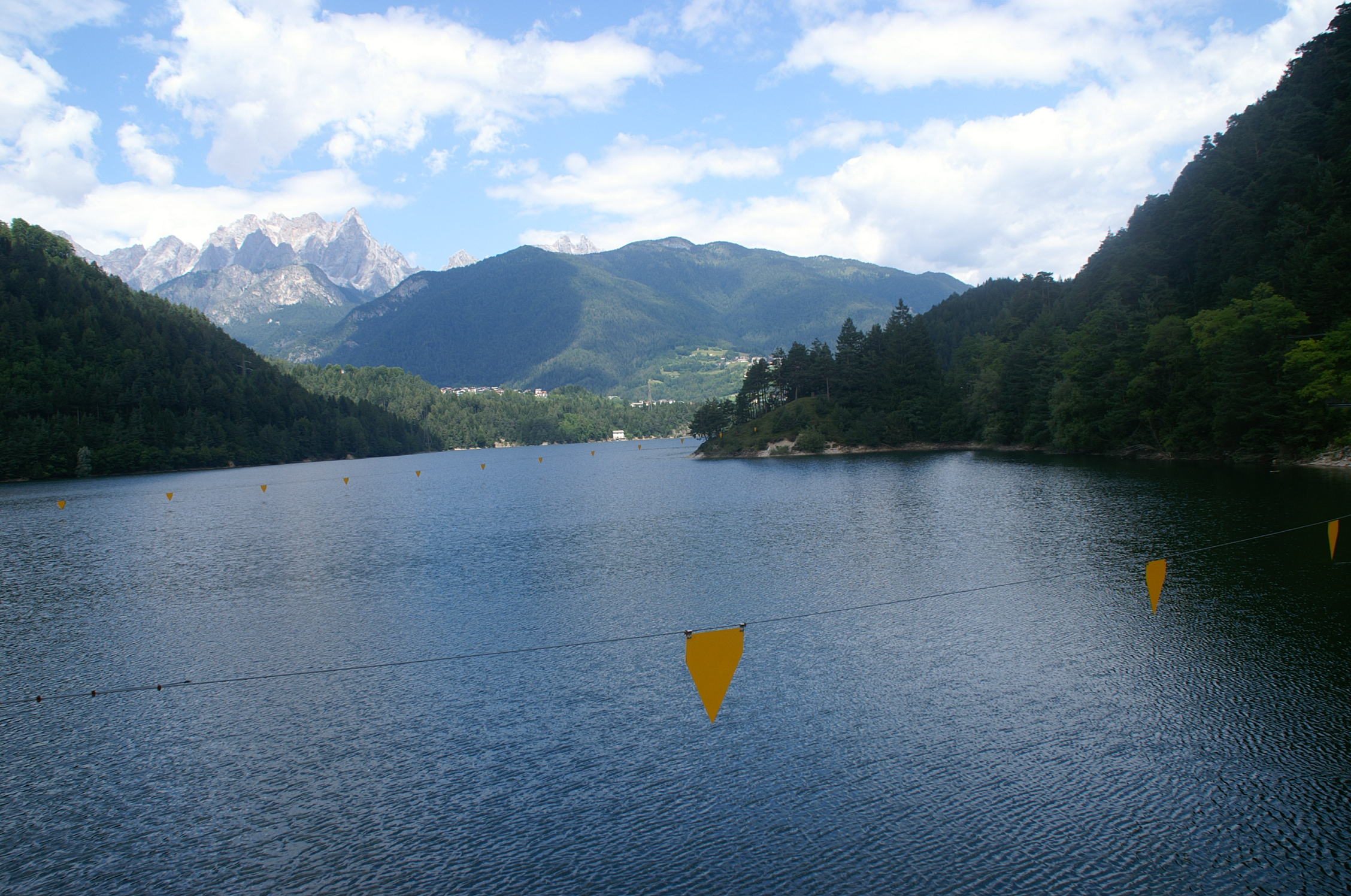
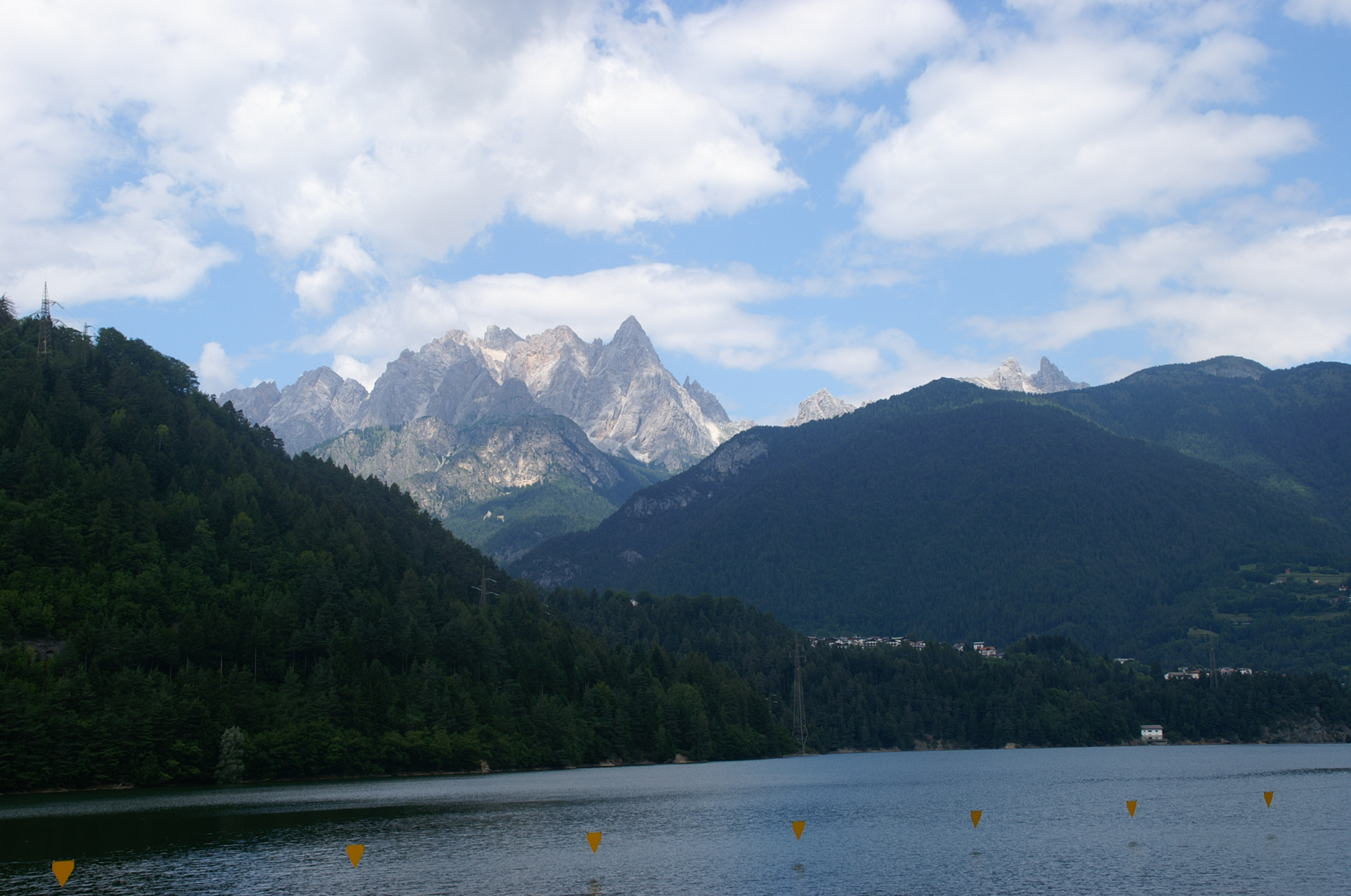
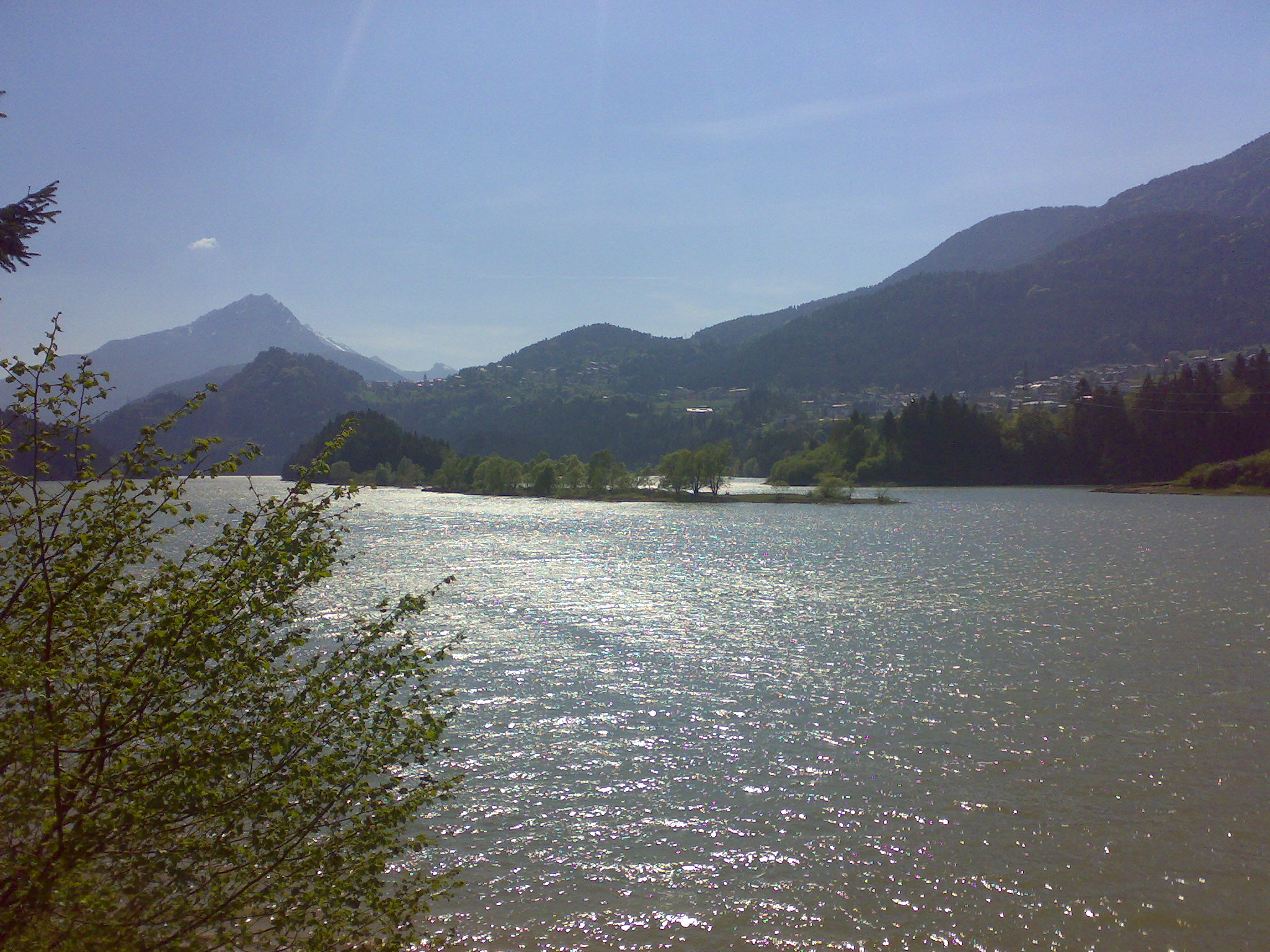

- Profondeur maximale : 108 m ;
- Volume : 67,5 millions de mètres cubes[1].